# Замок Бирон
Замок Бирон (фр. Château de Biron) — замок во французской коммуне Бирон в департаменте Дордонь региона Аквитания. Замок расположен на границе между историческими провинциями Перигор и Ажене и справедливо считается самым значительным замком современного департамента Дордонь. Редкий, возможно, единственный пример нахождения феода во владении одного рода на протяжении 24 поколений семьи Гонто, с XII века по 1938 год. Именно благодаря такой продолжительной преемственной семье удалось построить очень гармоничный архитектурный комплекс, несмотря на прошедшие исторические потрясения и немыслимое наслоение построек в разных архитектурных стилях.
В 1928 году замок был классифицирован во Франции как национальный исторический памятник. С 1978 года замок находится в собственности департамента Дордонь.

## География
Замок находится на территории исторического края Пурпурный Перигор в бассейне реки Лед на расстоянии 7 километров юго-западнее бастиды Монпазье и в 58 километрах от Сарла.
Удачный рельеф местности позволял держать под контролем прилегающие земли в радиусе 30 километров от замка.

## История

### Начальный период
Документальных сведений о первых владельцах и защитниках Бирона очень мало; достоверно известно, что они появились около 1000 года, придя на смену представителям военной аристократии Каролингов. Высокий холм огородили частоколом, а на его вершине построили из дерева одну или несколько башен. Первые хозяева Бирона принадлежали к числу той же общественной группы военных, что и их соседи из Бейнака, Бадфоля, Кастельно и каструма в Бержераке. Согласно имеющимся источникам, к 1076 году на месте уязвимых деревянных башен стали строить каменный замок.
Феодальная башня в замке, служившая символом власти сеньора, сохранилась до нашего времени без существенных перестроек и разрушений. По бокам башни расположены жилые помещения сеньоров, а на стенах башни и жилищ заметны красноватые отметины — следы пожаров, устроенных при осадах замка. Проёмы в виде полуциркульных арок позволяют датировать башню серединой XII века. Эшелонированное устройство башни, наряду с толщиной её стен, свидетельствуют не только о её оборонительной роли, но и о месте последнего убежища при нападениях и осадах неприятеля. Башня с жилищами защищалась оградой, а этот комплекс, в свою очередь, был окружен ещё одной стеной, о наличии которой говорят наиболее древние части башни Сен-Пьер и башни казначейства.
Замок Бирон являлся центром одной из четырёх перигорских бароний, наряду с Бейнаком, Бурдеем и Марёем. Укрепление находилось в собственности семьи Гонто-Бирон, которая получила баронию Бирон в XII веке в результате брачного союза.
С историей замка Бирон тесно связана история двух важных аббатств Перигора — аббатства Сарла (основано не позже середины X века) и аббатства Кадуэн, с 1119 года принадлежавшего ордену цистерцианцев. Между аббатами и хозяевами замка установились добрые отношения, основанные на пересечении материальных и духовных интересов. Первые имели дополнительные гарантии военной защиты, вторые получали дополнительные заверения в спасении души для себя, и прекрасные карьеры в ранге высшего духовенства для своих младших сыновей. Предположительно, этот союз с духовенством стал причиной осады замка Бирон армией крестоносцев под командованием Симона де Монфора.

### Между Францией и Англией
Согласно Гийому де Тюделю, трубадуру и автору первой части «Песни о крестовом походе», в 1212 году Симон де Монфор отправился из Пенн-д’Ажене чтобы собственноручно покарать сеньора де Бирон, обвинённого в предоставлении убежища еретикам-катарам. В обмен на обещание сохранить жизнь, гарнизон Бирона сдал своего сеньора; его волокли за лошадью и затем повесили. Симон де Монфор конфисковал замок и передал его одному из своих соратников. Селение у замка было разорено крестоносцами. Рейд на крупные замки южного Перигора не закончился с падением Бирона; следом его судьбу разделили замок Бейнак и замок Кастельно, которые предположительно также были гнёздами еретиков.
Французы недолго хозяйничали в Бироне и, уже в середине XIII века, король Англии восстановил своё господство в регионе, а семья Гонто снова принесла ему оммаж. Столетняя война в этом регионе началась задолго до своего официального начала, что выразилось в строительстве множества бастид в стратегически важных точках, примечательных своими укреплениями и правильной геометрической планировкой. Севернее замка Бирон появилась бастида Монпазье, которую построили на холме, господствовавшем над долиной реки Дро, притока Гаронны. Сеньорам Бирона было тяжело смириться с привилегиями, вольностями и льготами бастид. Пользуясь нескончаемым соперничеством между французской и английской монархиями, сеньоры Бирона неоднократно нападали на бастиду, к примеру Пьер II де Гонто в начале XIV века захватил Монпазье, разорил жителей и в 1327 году получил прощение короля Франции, которому была важна верность владельцев замка Бирон на пороге нового обострения отношений с Англией.
Начало Столетней войны отмечено в этом регионе стремительным рейдом отрядов графа Дерби в 1345 году. В известных «Хрониках Фруассара» описаны подробности опустошения Перигора англичанами и поражение сторонников короля Франции в битве при Обероше в октябре 1345 года. Как и в других перигорских замках, в замке Бирон разместился англо-гасконский гарнизон. Однако уже в 1351 году его заняли французы. Начался так называемый период «войны замков», длившийся почти век, с внезапными атаками и затяжными осадами, которые сопровождались существенными разрушениями, в особенности прилегавших поселений. В течение десяти лет после заключения мира в Бретиньи в 1360 году, по которому Перигор достался английскому королю, сеньоры Бирона неоднократно вставали под знамёна то одной, то другой стороны.
В течение XV века в замке Бирон на северо-восточном участке холма построили восьмиугольный донжон в три яруса высотой. Будучи передовым защитным укреплением, изолированным от центральной части замка, донжон значительно повысил обороноспособность крепости, но ограничил возможность расширения замка в западном и восточном направлениях. Самые трудные моменты в истории замка Бирон пришлись на последние десятилетия Столетней войны. Начиная с 1430 года медленно но неуклонно французы вернули себе замки и укрепления южного Перигора. В 1444 году наместник английского короля в Бержераке затеял карательный поход к замку Бирон, чей сеньор, Гастон де Гонто, перешёл на сторону короля Франции. В июне замок был занят англичанами внезапной атакой и Гастона де Гонто наказали за измену. Гастон немедля попытался отвоевать замок и англичане, обороняясь, подожгли его. Об этом пожаре до сих пор напоминают обгоревшие камни башни и жилища сеньоров. Несмотря на пожар Гастон смог снова завладеть замком. Тремя годами позже, в 1447 году, англичане снова захватили замок Бирон. В результате постоянных боевых действий крестьянское поселение у подножия феодальной башни замка превратилось в кучу развалин, но сам замок сопротивлялся любым атакам. Восстановление заняло длительное время, и было успешно выполнено семьёй Гонто благодаря новым доходам, поступавшим от крестьян, но в первую очередь, благодаря расположению королей Франции. В течение последних десятилетий XV века и в самом начале XVI века несколько поколений Гонто-Биронов сумели добыть славу и богатство на службе французской монархии.

### Эпоха восстановления и нового строительства
Эпоха расцвета замка Бирон началась при бароне Понсе де Гонто и его брате Армане, епископе Сарла с 1498 по 1519 год; оба отмечены стремлением восстановить и приукрасить замок своих предков. Понс, будучи старшим сыном и, следовательно, военным, сопровождал короля Карла VIII в итальянском походе и пользовался расположением папы Александра VI, который в 1495 году благословил возведение в замке господской часовни. Арман, будучи младшим сыном, посвятил свою жизнь служению Церкви и, благодаря его стараниям Бирон, Сарла и Иссижак получили церкви и кафедральный собор.
Братья восстановили фамильную крепость из развалин и построили новые здания. Перестроили нижний двор, а также три здания — казначейство, бывшее центром сбора податей в сеньории, башню Сен-Пьер и башню консьержа, прежнюю тюрьму. Благодаря готическому входу и двум богато отделанным высоким ренессансным люкарнам, башня консьержа служит ярким примером единения средневекового зодчества и архитектуры XVI века. Восстановительные работы также коснулись и величественной феодальной башни. С обеих сторон башни восстановили жилые помещения, образующие парадный двор. Простая компоновка и непритязательный интерьер комнат в этих жилищах не изменились с тех пор. Такую относительную простоту нарушает только угловая лестничная башня, связывающая эти два жилища, благодаря своим окнам с украшенными свесами. Завершив задачу восстановления крепости, Понс занялся новым строительством на ещё свободной территории холма Биронов.
Новое здание Понс построил наверху вдоль парадного двора присоединив его к восьмиугольному донжону XV века; новое жилище барона было изолировано от старых жилых помещений. Лестничная башня новостройки одной своей плоскостью примыкает к донжону. Входные врата, лестница, освещение помещений и камины продуманы и выполнены с большой любовью и знанием дела и поэтому новый комплекс казался отдельным самостоятельным замком. В конце XVI века на всех ярусах донжона распланировали и оборудовали комнаты.
Арман, младший брат Понса де Гонто, был увлечён благоустройством семейного замка ничуть не меньше и он полностью сосредоточился на строительстве новой часовни замка, которая должна была заменить ближнюю к замку церковь и стать пантеоном семьи Гонто. 8 апреля 1515 года на Пасху состоялось первое богослужение в верхней часовне. Верхняя часовня была отведена для сеньоров Бирона, а нижняя часовня служила церковью для крестьян и жителей поселения. Такая «двойная» конструкция церкви наглядно показывает существовавшее тогда иерархическое разделение общества. Поскольку часовня строилась очень быстро — с 1499 по 1515 год — этим объясняется гармоничное единство здания. Со временем в интерьере верхней часовни на своих местах остались только искусно выполненные надгробия Понса и Армана де Гонто, эффигии которых значительно пострадали с течением времени. Иконографические скульптурные композиции Пьета и Положение во гроб, расположенные прежде в хорах и погребальной часовне, сейчас находятся в коллекции нью-йоркского Метрополитен-музея, куда их продал Гийом де Гонто-Бирон чтобы решить свои финансовые затруднения и поддержать репутацию антиквара.
Понс де Гонто умер в 1524 году, а его брат Арман — в 1531 году. С их смертью в замке Бирон завершилась эпоха крупных реконструкций, поскольку другие члены семьи относились к фамильному владению не столь внимательно.
- Вид на верхний ярус часовни; правее, башня консьержа и вход
- Надгробия Понса де Гонто (в центре) и Армана (справа) в верхней часовне
- Вид на двухъярусную часовню из посёлка Бирон

### Эпоха первых маршалов Биронов
При Жане де Гонто, сыне Понса, началось великое вхождение представителей рода Гонто-Биронов в близкий круг французских королей. Жан посвятил себя военной службе, был пленён в итальянском походе, а позже выполнял дипломатические поручения короля Франции. В ходе сражения при Сен-Кантене Жан де Гонто был ранен и взят в плен, где он и скончался в 1557 году. Его сын Арман пользовался расположением короля Генриха III и в 1577 году Арман де Гонто был произведён в маршалы Франции. Благодаря смелости и воинским навыкам маршал Бирон также пользовался доверием следующего короля, Генриха IV. Арман погиб при осаде Эперне в 1592 году. Вскоре после гибели первого маршала Бирона на его место пришёл Шарль, старший сын, чьё честолюбие не уступало его безрассудству. Всего лишь за несколько лет он собрал множество званий и поощрений: в 1594 году ему присвоено звание маршала Франции, в 1597 году он назначен главным маршалом Франции, в 1598 году Шарль де Гонто был возведён в достоинство герцога и пэра Франции, а его барония Бирон стала герцогством-пэрством.
Живя вдалеке от Перигора Арман, и затем Шарль, изредка наведывались в свой замок, леса и охотничьи угодья. Во время кратковременных пребываний в замке они начинали новые строительные проекты, которые оплачивались деньгами королей. Основным проектом того периода стало возведение «Замка маршалов»; проект, задуманный Арманом де Гонто, после смерти маршала был продолжен его супругой и двумя сыновьями, Шарлем и Жаном. Это третье здание было заложено рядом с первоначальным средневековым замком и замком Понса де Гонто, нарушив при этом целостность оборонительной системы крепости. Сначала построили внушительный квадратный особняк, а потом к нему пристроили жилое здание, каждый этаж которого украсили свисающим карнизом. Стены здания были подняты когда в Перигор пришло известие о казни маршала Бирона 31 июля 1602 года. Окончание строительства Замка маршалов затянулось почти на сто лет; внутреннюю планировку и шиферную кровлю выполнить не успели. Наказание за измену Шарля распространялось также на семью Гонто-Биронов и их имущество; титул герцогства-пэрства был отозван. В замке Бирон обосновался младший брат казнённого Шарля, Жан II де Гонто, который тоже успел отличиться на военной службе и поэтому пытался вернуть расположение короля к семье Гонто-Биронов.

### В наше время
В 1978 году департамент Дордонь выкупил замок Бирон, после чего в нём были выполнены реставрационные работы.
В 2012 году начались восстановительные работы на несущих конструкциях в Замке маршалов. Работы стоимостью 2,3 млн евро планируется завершить в течение двух лет.

## Замок в искусстве
В 1959 году в замке были сняты отдельные сцены фильма «Капитан» режиссёра Андре Юнебеля с Жаном Маре и Бурвилем.
В 1994 году здесь был снят фильм «Дочь д’Артаньяна» с Софи Марсо и Филиппом Нуаре.